# Епонешникова, Эра Ивановна
Эра Ивановна Епонешникова (15.05.1927, Кызылорда, Казакская АССР, РСФСР — 8.05.1977, Алма-Ата, КазССР, СССР) — народная артистка Казахской ССР (1966); заслуженный артист Казахской ССР (1960).

## Биография
В 1952 году окончила вокальный факультет Алма-Атинской консерватории.
С 1950 — солистка Казахского театра оперы и балета. Выступала в Балхаше.
Внесла значительный вклад в развитие оперного искусства Казахстана. Исполнила партии: Мариям, Камка («Дударай», «Кыз Жибек» Е. Г. Брусиловского), Аналык («Биржаи и Сара» М. Тулебаева), Балым, Матери-Земли («Камарсулу» и «Длпамыс» Е. Рахмадиева). Вокально-сценическое мастерство певицы ярко и самобытно воплотилось в партиях Ратмира («Руслан и Людмила» М. И. Глинки), Кончаковны («Князь Игорь» А. П. Бородина) и др. Участница Всемирного фестиваля молодежи и студентов в Бухаресте (1957), Декады казахской литературы и искусства в Москве (1958).
Награждена орденом Трудового Красного Знамени (03.01.1959).